# Panisea demissa
Panisea demissa là một loài thực vật có hoa trong họ Lan. Loài này được (D.Don) Pfitzer mô tả khoa học đầu tiên năm 1907.